# Géza Tabéry
Géza Tabéry (n. 17 iulie 1890, Oradea, Austro-Ungaria – d. 6 ianuarie 1958, Oradea, România) a fost un scriitor și jurnalist maghiar din România.

## Biografie
A absolvit Liceul confesional al ordinului premonstratens din Oradea. A început studii juridice la Facultatea de Drept din Oradea, le-a continuat timp de un an la Geneva și le-a absolvit la Cluj în 1913, după efectuarea serviciului militar obligatoriu. A colaborat începând din 1909 la revista A Hét (Săptămâna). A lucrat din martie 1914 ca funcționar stagiar în administrația publică a orașului Carei. Încorporat în armată după începerea Primului Război Mondial, a luptat pe frontul sârbesc și apoi pe frontul rusesc și a fost grav rănit în iarna anului 1914. Ca urmare a efectelor puternice ale ideologiei politice de stânga asimilată în anii studenției și a relațiilor cu revoluționarii ruși, a participat la Revoluția Crizantemelor din octombrie 1918 și a fost secretar al comisarului guvernamental al comitatului Bihor în timpul guvernului condus de Mihály Károlyi. După înfrângerea Republicii Sovietice Ungaria a fost arestat o perioadă ca urmare a scrierilor și activității desfășurate. A desfășurat o activitate politică de stânga și a sprijinit înființarea organizației de autoapărare a maghiarilor din Transilvania. A organizat și condus, începând din 1955, Muzeul Ady Endre din Oradea.
Începând din 1909 a fost colaborator al revistei budapestane A Hét (Săptămâna). După Unirea Transilvaniei cu România a fost redactor al revistelor Tavasz și Magyar Szó (Cuvânt maghiar) și a colaborat la mai multe publicații precum Szemle, Nagyváradi Napló, Nagyvárad și Szabadság. Începând din anii 1920 a avut un rol semnificativ în viața și presa literară maghiară din Transilvania. I s-au jucat mai multe piese pe scenele teatrelor maghiare din Transilvania (Helén vágyai, 1914; Mimikri, 1921; Álomhajó, 1922; Kolozsvári bál, 1923).
Cele mai cunoscute romane ale sale au fost publicate în anii 1920. Szarvasbika (Cerbul) (1925) se axează pe conflictul tânărului János Bolyai cu tatăl său, însinguratul profesor Farkas Bolyai. Potrivit lui Jenő Pintér, cartea „este, cu elanul său narativ, un exemplu încântător de literatură psihanalitică în stil și în spirit”. Tűzmadár (Pasărea de foc) (1927) este un pamflet politic alegoric care opune două populații de pe cuprinsul aceleiași țări (liburi și gitani) într-o încercare de reprezentare simbolică a capitalismului veros din perioada contemporană. Vértorony (Turnul torturilor) (1929) evocă epoca războiului țărănesc condus de Gheorghe Doja; criticul Jenő Pintér evidențiază ura autorului împotriva bisericii medievale și consideră că scenele erotice sunt dezagreabile.
În ultimii ani de viață a scris o lucrare autobiografică amplă. A reușit să finalizeze doar primul volum din cele trei plănuite, Két kor küszöbén (Între două epoci), care a fost publicat postum în 1970.
Cărțile lui Géza Tabéry conțin în mod deschis sau simbolic idei liberale. „Romanele sale istorice urmăresc să scoată în evidență mișcările sociale și lupta pentru idealuri universale. (...) Romanele sale sunt totuși inegale: eroii săi uriași sunt înfățișați adesea într-un aer romantic, în timp ce stilul pasionat se confundă uneori cu reprezentarea excesiv de zgomotoasă a unei perioade arhaice”.

## Scrieri
- Néma harc (Lupta mută) (roman, Békéscsaba, 1911)
- Klematiszos udvar (Curtea cu clematite) (nuvele, Békéscsaba, 1914)
- Veszta flagelláns (nuvele, Békéscsaba, 1917)
- Át a Golgotán (Trecând Golgota) (roman, Békéscsaba, 1917)
- Forradalmi versek (Békéscsaba, 1918)
- Mimikri (piesă de teatru, Cluj, 1921)
- Álomhajó (piesă de teatru, Oradea, 1922)
- A kolozsvári bál (Bal clujean) (piesă de teatru, Cluj, 1923)
- Szarvasbika (Cerbul) (roman, Cluj, 1925)
- Tűzmadár (Pasărea de foc) (roman, Cluj, 1926)
- Vértorony I.–II. (Turnul torturilor) (roman, Cluj, 1929)
- Emlékkönyv Az erdélyi irodalomról. (Amintiri) (Cluj, 1930)
- Októberi emberek (roman, Arad, 1934)
- Fekete ablak (roman, Budapesta, 1936)
- A csucsai kastély kisasszonya (Domnișoara de la castelul din Ciucea) (Brașov, 1939)
- A Frimont-palota (Palatul Frimont) (1941)
- Cenci, a váradi lány (1943)
- Medvetánc (Dansul ursului) (București, 1958)
- Két kor küszöbén. Önéletírások (Între două epoci) (Ed. Kriterion, București, 1970)
- A halott liliom. Válogatott elbeszélések; selecție realizată de Pál Réz; Palatinus, Budapesta, 2000 (Várad, villanyváros)
- Emlékkönyv; sub îngrijirea lui Hajnal Tavaszi, postfață de Júlia Vallasek; Nagyváradi Ady Társaság, Oradea, 2003 (NAT könyvek)

### Studii
- Jókai Erdélyben („Jókai în Ardeal”), în colaborare cu Ernő Incze, Cluj, 1925